# Adolfo Díaz-Ambrona Moreno
Adolfo Díaz-Ambrona Moreno (Badajoz, 26 de julio de 1908 - Madrid, 17 de diciembre de 1971)  fue un político, abogado del Estado y jurista español; ministro de Agricultura y ministro de Comercio interino entre 1965 y 1969.

## Biografía

### Orígenes
Hijo de Juan Díaz Ambrona, abogado natural de Cheles, presidente de la Diputación de Badajoz entre 1907 y 1909, asesinado por milicianos republicanos el 10 de agosto de 1936 en Badajoz, y de María Dolores Moreno, maestra de la Escuela Nacional de Cheles. Fue padre de Adolfo Díaz-Ambrona Bardají, fundador y primer presidente de Alianza Popular de Extremadura, y tío de Juan Antonio Ortega y Díaz-Ambrona, ministro de Educación y secretario general de la Unión de Centro Democrático.

### Primeros años y formación
Cursó sus estudios de Derecho en la Universidad Central de Madrid e ingresó por oposición en el Cuerpo de Abogados del Estado en el año 1931, ejerciendo primeramente en Cáceres y, posteriormente, en Badajoz.
Fue consejero económico del Consejo Superior de Investigaciones Científicas (CSIC). 
Ejerció como propietario agrícola y ganadero. Impulsor y promotor de la Asociación Nacional de Criadores de Ganado Vacuno Selecto de Raza Retinta (ACRE), asociación de ganaderos que se constituye en 1970. 
Al cesar de sus funciones ministeriales, volvió a su cargo como abogado del Estado.

### Carrera política
Entre 1937 y 1949 fue delegado provincial por Badajoz de Auxilio Social y, posteriormente, presidente de la Diputación Provincial de Badajoz desde el 2 de junio de 1949 hasta el 12 de julio de 1965. Gracias a su labor en 1953, se recupera el teatro romano de Mérida. Promueve la realización del Plan Badajoz, siendo su director y miembro de la Comisión Permanente, para favorecer el desarrollo agroindustrial de la región. 
Durante su etapa como procurador en las Cortes Españolas (14 de mayo de 1952-17 de diciembre de 1971), tanto por elección como por designación de Francisco Franco, presidió la Comisión de Hacienda (1957-1965). Además, fue miembro de la Comisión de Leyes Fundamentales y Presidencia del Gobierno, de la de Presupuestos, de la Permanente y de la de Gobierno Interior de las Cortes. Presidió también  la Comisión Transformadora en Regadíos del Plan de Desarrollo Económico y Social (Planes de Desarrollo de España). Intervino como ponente en la elaboración de varias leyes: reguladora de la Jurisdicción Contencioso-Administrativa de 1956, Expropiación Forzosa de 1954, Arbitrajes de Derecho Privado, Régimen Jurídico de la Administración del Estado, Arrendamientos Urbanos de 1955, y también en la de 1964. Participó en la reforma de Concentración Parcelaria, en la creación del Tribunal de Defensa de la Competencia, y en la elaboración de los Planes de Desarrollo y los Presupuestos Generales del Estado. Fue consejero nacional del Movimiento por elección, representando a las corporaciones locales. Además, Díaz-Ambrona formó parte de la ponencia que elaboró la ley de autonomía de Guinea Ecuatorial de 1963.
Desempeñó la cartera del Ministerio de Agricultura entre el 8 de julio de 1965 y el 30 de octubre de 1969.
En 1968 se crea, bajo su mandato, el Fondo de Ordenación y Regulación de las Producciones y Precios Agrarios (FORPPA) y el Servicio Nacional de Cereales (SNC), que reemplazó al Servicio Nacional del Trigo (1937), y que posteriormente se transformaría en el Servicio Nacional de Productos Agrarios (1971). Crea la Agencia de Desarrollo Ganadero y reorganiza el Ministerio de Agricultura al fusionar el Instituto Nacional de Colonización y el Servicio de Concentración Parcelaria y Ordenación Rural en un solo organismo, el futuro IRYDA (Instituto de Reforma y Desarrollo Agrario). Este último daría lugar más adelante a la empresa estatal Tragsa (Transformaciones Agrarias, S.A.). De igual forma, elabora la Ley de Caza, mejora la Seguridad Social Agraria y la Ley de Ordenación Rural, entre otras acciones. Preside la V conferencia regional de la FAO, que se celebra en Sevilla del 5 al 11 de octubre de 1966, sobre “el estado de la agricultura y la alimentación en Europa”. 

Además de la cartera de Agricultura, Díaz-Ambrona ejerció como ministro de Comercio interino, por ausencia de su titular, Faustino García-Moncó, entre 1965 y 1969.

## Condecoraciones y reconocimientos

Escudo atribuido como caballero de la Orden de Carlos III.

### Condecoraciones españolas
A lo largo de su carrera, Adolfo Díaz-Ambrona fue laureado con las más altas condecoraciones civiles españolas, entre las que figuran:
Órdenes
- Cruz de la Orden del Mérito Militar.[11]
- Cruz de Honor de la Orden de San Raimundo de Peñafort (1962).[19]
- Gran Cruz de la Orden del Mérito Civil (1962).[20]
- Gran Cruz de la Real Orden de Isabel la Católica (1966).[21]
- Gran Cruz de la Orden del Mérito Aeronáutico, con distintivo blanco (1968).[22]
- Gran Cruz de la Orden de Cisneros (1968).[23]
- Gran Cruz de la Real y Muy Distinguida Orden de Carlos III (1969).[24]
- Gran Cruz de la Orden de San Raimundo de Peñafort (1970).[25]
- Gran Cruz de la Orden Civil del Mérito Agrícola (1970).[26]

### Condecoraciones extranjeras
- Encomienda de la Orden Militar de Cristo (Ordem Militar de Nosso Senhor Jesus Cristo) de Portugal.[11]

### Otros reconocimientos

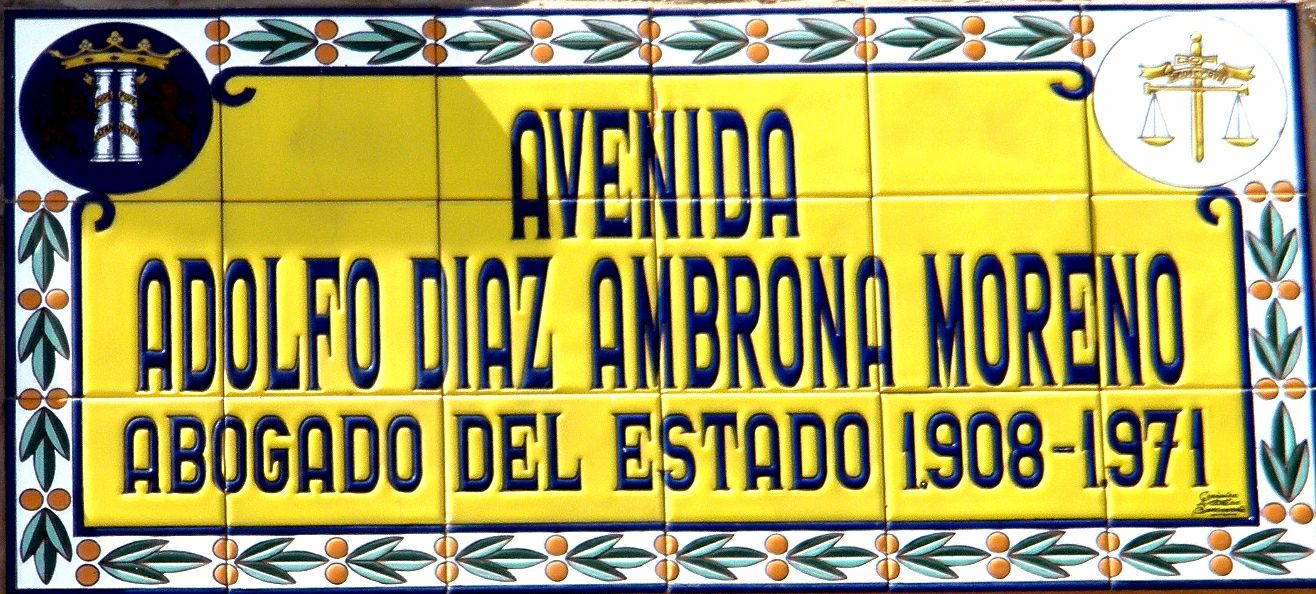
Placa en la avenida Adolfo Díaz-Ambrona de Badajoz.

- Una avenida lleva su nombre en Badajoz.[27]
- Una avenida lleva su nombre en Zafra (Badajoz).
- Una plaza lleva su nombre en Cheles (Badajoz).
- Una calle lleva su nombre en Campillo de Llerena (Badajoz).
- Una calle que llevó su nombre en Villanueva de la Serena (Badajoz), renombrada, sin embargo, en 2017 por aprobación del pleno del Ayuntamiento de Villanueva de la Serena. El Partido Popular se posicionó en contra, argumentando que Díaz-Ambrona fue “el promotor y el gran impulsor del Plan Badajoz, del que hoy dependen buena parte de los recursos económicos de muchas familias de nuestra ciudad y de nuestra región.”[28]
- Una calle que llevó su nombre en Loriguilla (Valencia). [29]
- Medalla de Oro de Villanueva de la Serena, recibida el 15 de septiembre de 1966.[28]
- El Centro Sociosanitario Adolfo Díaz Ambrona de Mérida, toma su nombre.
- El Colegio de Educación Infantil y Primaria Adolfo Díaz Ambrona de Valdelacalzada (Badajoz), toma su nombre.